# آکمی کاتو
آکمی کاتو (انگلیسی: Akemi Kato؛ زادهٔ ۱۳ دسامبر ۱۹۷۰) بازیکن هاکی روی چمن زن اهل ژاپن بود.
وی در مسابقات کشوری و بین‌المللی در مجموع برندهٔ ۱ مدال طلا، ۲ مدال نقره، ۲ مدال برنز شده‌است.